# 山垣城
山垣城（やまがいじょう）は、兵庫県丹波市青垣町山垣（旧・丹波国氷上郡）にあった日本の城（山城）。鎌倉時代から安土桃山時代にかけての足立氏の本拠である。万歳城、万歳山城とも呼ばれるが、山垣城の北に位置する別の城も万歳山城と呼ばれる（後述）。

## 立地
山垣城は、万歳山（ばんざいさん、ばんざいやま）から続く尾根の先の「城山」にあり、標高235メートル、比高80メートルの場所に位置する。城の南西を、北西から南東に向けて遠阪川が流れ、北西には遠阪峠を経て但馬国へと通じる街道が、東には福知山市方面へと向かう街道が通っている。北の万歳山からは遠阪方面を眺めることができるが、山垣城跡からは南東の遠阪川流域しか見えず、展望は良くない。

## 歴史
承元3年（1209年）、足立遠元の孫（または3代の孫）の遠政が氷上郡佐治荘（佐治郷）の地頭職に補任され、承久3年（1221年）、武蔵国足立郡から入部して山垣城を築いた。以後、足立氏は山垣城を本拠とし、旧遠阪村や神楽村、佐治町をその勢力圏とした。
足立氏は荻野氏や赤井氏が台頭すると、その傘下に入ったとみられる。元亀2年（1571年）11月、但馬の山名祐豊家臣・山名豊直により山垣城は攻められ、赤井忠家・荻野直正の救援を受けて撃退した。この時の城主は足立基晴だったという。
天正7年（1579年）5月、北西の遠阪峠から侵攻した羽柴秀長の軍勢により足立光永の守る遠阪城が落とされ、次いで山垣城も落城した。この頃の山垣城主は足立基助、または足立光基とされている。

## 構造
高橋成計によると、山垣城は南北370メートル、東西70メートルの規模で、主郭に当たる曲輪群I、その南の曲輪群II、北にある曲輪群IIIから成り立っている。曲輪群Iと曲輪群IIの間には二重の堀切があり、そのうち曲輪群II側の堀切は曲輪に沿って南東に延びて横堀となっている。曲輪群IIは3つの曲輪からなり、西には塹壕が、南西の斜面には竪堀があり、南には堀切がある。曲輪群IやIIIには堀切や竪堀は見られず、戦闘用に改修され、詰城として即応性を持つのは曲輪群IIのみとされる。

## 周辺

### 足立氏の墓所
西の麓に足立遠政と足立氏代々の墓がある。1924年（大正13年）、氷上郡内の足立一族により改修が行われた。

### 山垣館
山垣城の南山麓には、山垣館と呼ばれる足立氏の居館があった。堀ノ内、ホリ、土井ノ下といった小字名が残る場所にあり、田圃の下に埋蔵されている。1983年（昭和58年）に発掘調査が行われ、100メートル×80メートルの規模の館と、それを囲む空堀の存在が確認された。堀の他には土塁を備え、15世紀後半には築造されていたとみられる。

### 万歳山城
山垣城は万歳城や万歳山城とも呼ばれるが、高橋成計は山垣城の北に位置する別の城を万歳山城と呼称している。所在地は山垣城と同じく青垣町山垣。
標高420メートルの山頂に位置し、城の規模は南北約90メートル、東西約20メートルとなる。山頂には直径25メートルほどの円形状の自然地形があり、そこから北に6段の曲輪が続いている。
山垣城と連続していることから足立氏の城郭と考えられる。山垣城の遠見の城として築かれたとみられ、当城との連絡を意識してか、山垣城から続く尾根には堀切が設けられていない。